# Discovery (entreprise)
Discovery, Inc. (anciennement Discovery Communications) était un groupe de médias de masse américain fondé par John S. Hendricks.

## Histoire

### Présidence de David Zaslav
En janvier 2013, Discovery Communications achète le groupe italien Switchover Media qui possède les chaînes GXT, K2 et Frisbee.
En mai 2014, Discovery et Liberty Global acquièrent All3Media, producteur de Skins et de Midsomer Murders pour 550 millions de livres. Après cette acquisition, Discovery et Liberty Global détiennent chacun 50 % de All3Media,,.
En janvier 2015, Discovery Communications porte sa participation dans la société Eurosport International à 51 % (contre 20 % auparavant, aux dépens du groupe TF1). En juillet 2015, Discovery acquiert les 49 % restants pour 491 millions d'euros,.
En décembre 2016, Altice France (ex Numericable-SFR) passe un accord d'exclusivité avec Discovery accompagné du lancement de Investigation Discovery pour le même mois et Discovery Family au printemps 2017 en France, alors que les chaînes Eurosport étaient de leur côté devenus exclusives au concurrent Canal en 2015.
Le 18 avril 2018, FuboTV annonce avoir levé 75 millions d'USD auprès d'AMC Networks, 21st Century Fox, Luminari Capital, Northzone, Sky et Scripps Networks Interactive (désormais Discovery),.
Le 29 mai 2020, FuboTV publie son rapport financier et mentionne parmi ses actionnaires les entreprises Walt Disney Company (16%) et Discovery (12,9 %).

### Fusion avec WarnerMedia
Le 17 mai 2021, l'opérateur américain AT&T a annoncé qu'il avait accepté de se séparer de sa filiale de médias WarnerMedia (anciennement Time Warner, qu'AT&T avait acquis en 2018 pour plus de 85 milliards de dollars) et de la fusionner avec Discovery Inc. pour former une nouvelle société, sous réserve de l'approbation des autorités réglementaires. La fusion devrait être achevée à la mi-2022. Les actionnaires d'AT&T détiendront une participation de 71 % dans les actions de la nouvelle entité et nommeront sept membres du conseil d'administration, et les actionnaires de Discovery détiendront 29 % et nommeront six membres du conseil d'administration. AT&T recevra 43 milliards de dollars en espèces et en dettes à la suite de la scission,.
David Zaslav, l'actuel directeur général de Discovery, dirigera la nouvelle entité, en remplacement de Jason Kilar, PDG de WarnerMedia. Il a souligné que les deux sociétés dépensent plus de 20 milliards de dollars par an en contenu (dépassant Disney, National Geographic Societies, 20th Century Fox Studios, Walt Disney Pictures, et Netflix). L'objectif de la nouvelle entité est de développer ses services de streaming pour atteindre 400 millions d'abonnés dans le monde,. La nouvelle entité, Warner Bros. Discovery, est fondée le 8 avril 2022.

## Actionnaires
Liste des principaux actionnaires au 21 novembre 2021.
| Nom                                   | %      |
| ------------------------------------- | ------ |
| Discovery Holding Company             | 10,2 % |
| The Vanguard Group (Global Investors) | 5,92 % |
| ClearBridge Investments               | 5,48 % |
| SSgA Funds Management                 | 4,73 % |
| Meritage Group                        | 3,78 % |
| Lone Pine Capital (en)                | 3,61 % |
| Kensico Capital Management            | 3,37 % |
| Capital Research & Management         | 3,01 % |
| Susquehanna Financial Group           | 2,83 % |
| Boston Partners Global Investors      | 2,82 % |

## Activité
Aux États-Unis en 2011, Discovery Communications édite :
- Discovery Channel, la chaîne phare du groupe, spécialisée dans la diffusion de documentaires haut de gamme
- Eurosport, chaîne paneuropéenne de sport
- TLC, émissions de télé-réalité
- Animal Planet, documentaires animaliers
- The Science Channel, documentaires scientifiques
- Investigation Discovery, documentaires criminels (anciennement Discovery Civilization)
- American Heroes Channel, documentaires sur l'armée (anciennement Military Channel et Discovery Wings)[15]
- Destination America, chaîne écologique (anciennement Discovery Home et Planet Green)
- Discovery Fit & Health, forme physique et santé (anciennement Fit TV)
- Discovery en Español, déclinaison en espagnol de Discovery Channel
- Discovery Familia, pour la famille en espagnol
- Oprah Winfrey Network, Oprah Winfrey (anciennement Discovery Health Channel)
- Velocity, pour les hommes de 25-54 ans
- Discovery Family, pour les enfants (anciennement Discovery Kids puis The Hub / Hub Network)
- 3net, télévision en 3D
- BBC America (en partenariat avec la BBC), diffusion des programmes du groupe britannique

Les autres activités du groupe sont regroupées en quatre départements :
- Discovery iMedia : branche internet et multimédia du groupe
- Discovery Networks International : édite une cinquantaine de déclinaisons de chaînes du groupe hors territoire américain
- Discovery Consumer Products : gère les produits dérivés du groupe
- Discovery Education : édition de vidéos éducatives

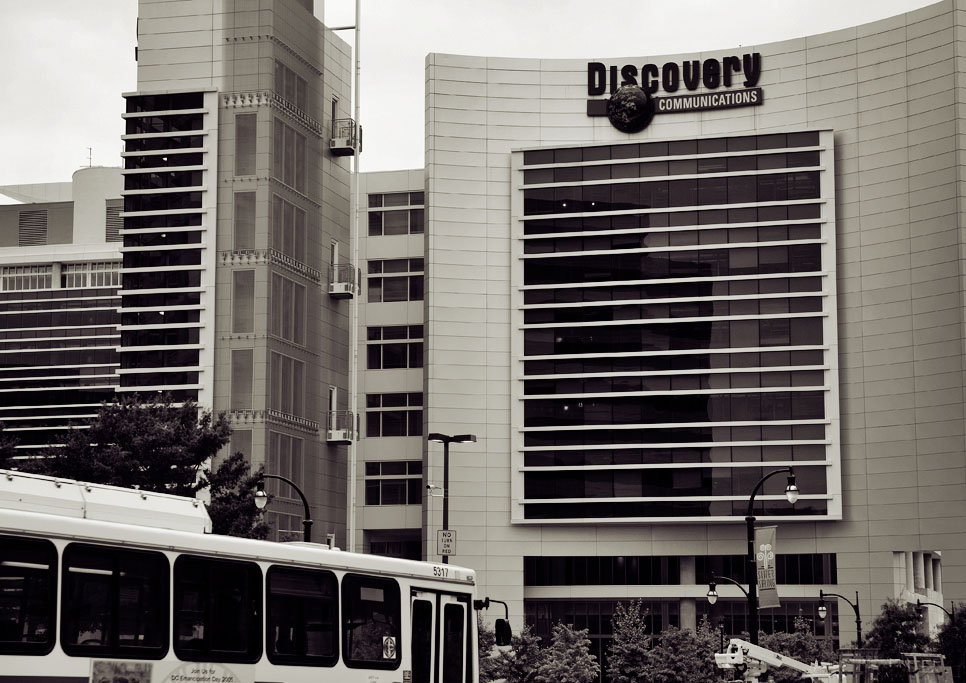
Discovery Communications à Silver Spring, Maryland

## Identité visuelle (logo)

Logotype de Discovery Communications avant 2009